# August von Katte
Ludolph August von Katte, auch Ludolf August von Katte und August von Katt (* 4. September 1711 in Scharlibbe; † 1779) war ein preußischer Major und Chef des IV. Stehenden Grenadier-Bataillons.

## Leben

### Herkunft
Katte entstammte dem brandenburgischen Adelsgeschlecht von Katte. Sein Vater war Heinrich Christoph von Katte (1675–1743), Erbherr von Kamern und Scharlibbe, sowie erzbischöflich magdeburgischer Kammerpräsident und Geheimer Rat, schließlich Amtshauptmann von Calbe und Gottesgnade, zu dem Ritter des preußischen Gnadenkreuzes. Seine Mutter war Ursula Dorothea, geborene von Möllendorff (1678–1747). Der preußische Kriegsminister Heinrich Christoph von Katte (1699–1760) und die preußischen Generale Johann Friedrich von Katte (1698–1764), Bernhard Christian von Katte (1700–1778) sowie Karl Aemilius von Katte (1706–1757) waren seine Brüder. Der preußische Generalfeldmarschall Hans Heinrich von Katte (1681–1741) war sein Onkel.

### Werdegang
Bereits im Rang eines Majors wurde er 1751 Kommandeur des 1746 neu errichteten 4. Grenadier-Bataillon von Lossow mit Standquartier in Königsberg. Sein Nachfolger wurde schon 1753 Heinrich Sigismund von der Heyde (1703–1765).
Er erbte 1756 nach dem Tod seiner Tante Katharina Elisabeth von Katte, geb. von Bredow Wust und Kamern. Weiterhin war er Erbherr auf Mählitz, Sötlien und Scharlibbe.
1764 wurde Katte in den Johanniterorden aufgenommen und auf Werben designiert.

### Familie
Katte vermählte sich 1755 mit Katharina Marie Catherine Rollaz du Rosey (* 12. April 1738; † 11. April 1813). Aus der Ehe sind eine Tochter und fünf Söhne hervorgegangen:
- Christoph Philipp (* 1756; † 9. Februar 1760)
- Auguste (1757–1761)
- Friedrich Christoph Heinrich, Rittmeister im Regiment Gens d’Armes (* 1770; † 20. Mai 1813 gefallen bei Bautzen)
- Christian Wilhelm Ferdinand,[5] kgl. preuß. Kammerherr und Legationsherr (* 16. Oktober 1767; † 21. November 1845)
- Otto Aemilius Herrmann (* 1772; † 30. Juni 1822), Rittmeister[7] beim Regiment gens d’armes und später kgl. preuß. Major im Regiment Garde du Corps.
- August Friedrich Karl, kgl. preuß. Major im Regiment König